# Покомок Сити (Мериленд)
Покомок Сити (енгл. Pocomoke City) град је у америчкој савезној држави Мериленд.

## Демографија
По попису из 2010. године број становника је 4.184, што је 86 (2,1%) становника више него 2000. године.
| Група             | 2000.         | 2010.         |
| Белци             | 2.062 (50,3%) | 2.022 (48,3%) |
| Афроамериканци    | 1.900 (46,4%) | 1.917 (45,8%) |
| Азијати           | 19 (0,5%)     | 53 (1,3%)     |
| Хиспаноамериканци | 43 (1,0%)     | 106 (2,5%)    |
| Укупно            | 4.098         | 4.184         |